# Коуринське сільське поселення
Коури́нське сільське поселення (рос. Коуринское сельское поселение) — сільське поселення у складі Таштагольського району Кемеровської області Росії.
Адміністративний центр — селище Алтамаш.

## Населення
Населення — 642 особи (2019; 743 в 2010, 860 у 2002).

## Склад
До складу поселення входять:
| Населений пункт      | Населення, осіб (2002) | Населення, осіб (2010) |
| -------------------- | ---------------------- | ---------------------- |
| Алтамаш, селище      | 392                    | 303                    |
| Габовськ, селище     | 35                     | 33                     |
| Зайцево, селище      | 30                     | 28                     |
| Калташ, селище       | 0                      | 0                      |
| Кілінськ, селище     | 209                    | 200                    |
| Нижній Сокол, селище | 62                     | 53                     |
| Чушла, селище        | 4                      | 0                      |
| Юдино, селище        | 15                     | 12                     |
| Якунінськ, селище    | 113                    | 114                    |